# Stéphanie Gillard
Stéphanie Gillard, née le 24 octobre 1973 à Paris, est une réalisatrice de documentaires française. 

## Biographie
Après des études de Droit et des stages dans la presse (Best, L'indépendant), elle travaille comme assistante réalisation aux Films à Lou ou assistante de production à Agat Films & Cie - Ex Nihilo et intègre l'ENSAV en 1998. Elle reste quelques années à Toulouse pour travailler dans la production mais revient à Paris pour exercer le métier de réalisatrice.
Elle produit, réalise et monte son premier film, Une Histoire de Ballon, tourné au Cameroun en 2002. Elle y interroge les rapports de la tradition orale avec la télévision et la radio autour de la coupe du monde de football qui se déroulait en Corée et au Japon. Après quelques sélections en festival, elle vend le film a ARTE, à la NHK, à TV5 et obtient l'étoile de la SCAM. 
Les Petits Princes des Sables réalisé en 2009 est un documentaire sur l'école créée par Moussa et Ibrahim Ag Assarid pour les enfants touaregs au nord du Mali .
En 2016, Lames Ultramarines est un documentaire qui s'intéresse aux germes du succès de l'escrime antillaise en suivant le parcours de jeunes du pôle espoir à Pointe-à-Pitre, et qui rêvent d'intégrer l'équipe de France. À travers cette histoire de sport, le film interroge également la place que la France accorde aux Antilles.
En 2016 également, The Ride est présenté au Tribeca Film Festival. 
The Ride, relate les 500 kilomètres parcourus à cheval par les jeunes Sioux Lakota à travers les Badlands du Dakota du Sud, et a été salué par la critique. Le film sort au cinéma en 2018. 
En 2020, elle sort Les Joueuses au cinéma qui raconte une saison de l'équipe féminine de football de l'Olympique Lyonnais. Le film est sélectionné au Festival d'Angoulême et présenté dans de nombreux festivals étrangers.
En 2023 elle intègre la formation de scenario- adaptation de roman de la FEMIS. 
Elle produit également le documentaire de Jean Marc Bouzou sur la première composition du chef d'orchestre Leonardo García-Alarcón, Pasiòn.
En 2025, elle co-réalise avec Emmanuel Manzano Citizen B, un documentaire sur l'histoire de Ciby 2000, la société de production créée par Francis Bouygues et qui avait produit David Lynch, Mike Leigh, Jane Campion, Abbas Kiarostami, Gérard Jugnot ou Emir Kusturica. Le film est produit pour Ciné+ OCS. 

### The Ride
Tourné à l'hiver 2011 et produit par la société de production de Julie Gayet, Rouge International, The Ride emmène le public dans le Chief Big Foot Memorial Ride qui retrace l'histoire des Lakota. Après la défaite du général Custer à Little Big Horn et la reddition et l'exécution du chef Sitting Bull, les Sioux Lakota ont fui le Dakota du Sud, rejoints par le peuple du chef Big Foot et poursuivis par la cavalerie américaine. En décembre 1890, à Wounded Knee, eut lieu le massacre de centaines de Lakota non armés.
Allison Meier déclare : « The Ride est tout à fait dans la veine du cinéma vérité. (…) Il y a des moments captivants où l'on peut presque sentir le mouvement des chevaux, leur nombre augmentant au fur et à mesure de la promenade, crinière volante et sabots levés silhouetté contre le ciel. »
Mateo Moreno dit à propos de The Ride : « Ne pas avoir de narrateur principal était également un choix intéressant (…). Cela semble réel et brut. La cinématographie étonnamment conçue par Martin de Chabaneix fait vraiment sortir la beauté des moments ordinaires de la vie. C'est une course qui vaut vraiment la peine d'être effectuée. »
La cinéaste français explique : « Mon idée à l'origine était que toute l'histoire était racontée par les personnes qui faisaient le tour. Même pour les personnes dans le film, c'était une grosse surprise. J'ai pensé que ce sont toujours les blancs qui expliquent ce qui s'est passé. et je me suis dit que non, ce sera eux qui expliqueront ce qui est arrivé à leurs ancêtres. »

### Les Joueuses
Les Joueuses, également produit par Julie Gayet, traite du parcours de l'équipe féminine de football de l'Olympique Lyonnais.
La journaliste Wendy Ide déclare : « The Squad travaille à plusieurs niveaux. C'est un documentaire sportif qui est suffisamment convaincant pour atterrir même avec un public peu intéressé par le football. C'est un traité féministe féroce qui ne bascule jamais dans une polémique ennuyeuse. Pour la prochaine génération de footballeurs, hommes et femmes, il pourrait être un catalyseur et une inspiration. Le travail cinétique et impressionnant du directeur de la photographie Jean-Marc Bouzou capte à la fois le frisson sur le terrain d'athlètes professionnels hautement qualifiés au sommet de leur forme, et le casier dynamique de la pièce et plaisanteries. »
The Hollywood Reporter déclare : « Dans le documentaire de Stéphanie Gillard éclairant des coulisses sportives, The Squad (Les Joueuses), nous parvenons à avoir une vision plus proche et personnelle des joueuses de l'Olympique Lyonnais. Le long métrage de Gillard (…) apporte une correction indispensable à la vision extrêmement masculine du football de son pays. »

## Filmographie
- Citizen B (2025) co-realisé avec Emmanuel Manzano
- Les Joueuses (2020)
- The Ride (2018)
- Lames ultramarines (2016)
- Les petits princes des sables (2009)
- Une histoire de ballon (2006)

## Distinctions
- Villa Albertine 2025
- Prix des médias Grand Bivouac, Albertville 2018
- Coup de Coeur, le réel en vue, Thionville 2019
- Prix TV5 Monde du meilleur documentaire FEMI  2016
- 2e prix Caméra des Champs  2010
- Étoile de la Scam 2006